# Oficio de difuntos (novela)
Oficio de difuntos es una novela del escritor venezolano Arturo Uslar Pietri, que reflexiona sobre la dictadura de Juan Vicente Gómez (llamado Aparicio Peláez en la novela), en la Venezuela de entre 1903 y 1935. 

## Sinopsis
La novela narra la historia del dictador desde la voz del padre Solana, un cura corrupto y cercano al caudillo, quien ha disfrutado de enormes privilegios durante la dictadura y que desde la muerte de éste, se plantea el futuro que le espera cuando la oposición, perseguida hasta entonces, consiga el poder.

## Reseñas
Se le ha señalado como uno de los ejemplos de la novela del dictador, típica del boom latinoamericano.